# La Minita (Texas)
La Minita es un lugar designado por el censo ubicado en el condado de Starr en el estado estadounidense de Texas. En el Censo de 2010 tenía una población de 171 habitantes y una densidad poblacional de 126 personas por km².

## Geografía
La Minita se encuentra ubicado en las coordenadas 26°30′8″N 99°4′25″O / 26.50222, -99.07361. Según la Oficina del Censo de los Estados Unidos, La Minita tiene una superficie total de 1.36 km², de la cual 1.36 km² corresponden a tierra firme y (0%) 0 km² es agua.

## Demografía
Según el censo de 2010, había 171 personas residiendo en La Minita. La densidad de población era de 126 hab./km². De los 171 habitantes, La Minita estaba compuesto por el 94.74% blancos, el 0% eran afroamericanos, el 0% eran amerindios, el 0% eran asiáticos, el 0% eran isleños del Pacífico, el 5.26% eran de otras razas y el 0% pertenecían a dos o más razas. Del total de la población el 98.83% eran hispanos o latinos de cualquier raza.